# 异型兰
异型兰（学名：Chiloschista yunnanensis）为兰科异型兰属下的一个种。其种加词 yunnanensis 意为“云南的”。